# JOYHOLIC
『JOYHOLIC』（ジョイホリック）は、日本の女性歌手で、女性アイドルグループである東京パフォーマンスドールのメンバーであった市井由理が、1996年8月21日にリリースした2ndアルバムである。

## 概要
1993年の制作開始から約3年の歳月を掛けて完成した作品である。HICKSVILLE,朝本浩文,東京スカパラダイスオーケストラのASA-CHANGがプロデュースに参加している。作風は渋谷系に近く、女性目線のユーモアに富んだポップな楽曲群が収録されている。
初回限定盤のみ、原色を多用したデザインの紙製スリーブケースが付属している。
2024年11月13日、2枚組のアナログ盤・及びリマスターが施されたBlu-spacCDの2形態でリリースされる予定。

## ブックレットにおける本人のコメント
このアルバムは3年がかりでやっと完成しました。たくさんのpowerをかしてくれたミュージシャンのみなさん、スタッフのみなさん、そして長い間、今か今かと待っていてくれたファンのみなさんに、心から感謝します。

## 収録曲
1. ピクニック・ラブ
作詩・作曲：菊地成孔　編曲：朝本浩文
収録年：1994年
2. 恋がしたかった
作詩：小泉今日子　作曲・編曲：朝本浩文
ホーン・アレンジ：ジェイク H コンセプション
収録年：1996年
3. サイダーピーチは柑橘系
作詩：かせきさいだぁ　作曲：木暮晋也　編曲：HICKSVILLE
収録年：1996年
4. タイムマシン・ブレイカー
作詩：菊地成孔　作曲・編曲：ASA-CHANG, 朝本浩文
収録年：1994年
5. さよならの秘密
作詩：菊地成孔, ハラミドリ　作曲・編曲：ASA-CHANG, 吉田智
ホーン・アレンジ：菊地成孔
収録年：1993年
6. レインボー・スキップ(joyholic mix)
作詩：菊地成孔, ハラミドリ　作曲：ピアニカ前田, ASA-CHANG　編曲：ASA-CHANG, 吉田智
収録年：1993年
7. そして甘いキッス-Then He Kissed Me-
作詩・作曲：Ellie Greenwich, Jeff Barry, Phillip Spector　編曲：HICKSVILLE
日本語詩：中森泰弘
収録年：1996年
8. 双子の恋人
作詩：菊地成孔　作曲：ASA-CHANG　編曲：河合代介
収録年：1994年
9. 素敵なベイビー
作詩・作曲：木暮晋也　編曲：HICKSVILLE
ホーン・アレンジ：村田陽一
収録年：1996年
10. 雲のように
作詩・作曲：木暮晋也　編曲：HICKSVILLE
収録年：1996年
11. 優しいトーン
作詩：小泉今日子　作曲・編曲：朝本浩文
収録年：1996年
12. 眠れない夜に
作詩：DR.CHEEK　作曲・編曲：ASA-CHANG, 吉田智
ストリングス・アレンジ：吉田智
収録年：1994年
13. 恋がしたかった(BOOM BAP 1200 REMIX)
14. さよならの秘密(WILD WEST DUB)